# Tár
Tár är ett tysk-amerikanskt psykologiskt drama från 2022 med svensk biopremiär 3 mars 2023. Filmen är regisserad av Todd Field som också har skrivit manus.
Filmen har fått sex nomineringar inför Oscarsgalan 2023.

## Handling
Filmen kretsar kring den hyllade och världsberömda kompositören Lydia Társ långt ifrån problemfria liv.

## Rollista (i urval)
- Cate Blanchett – Lydia Tár
- Nina Hoss – Sharon Goodnow
- Noémie Merlant – Francesca Lentini
- Sophie Kauer – Olga Metkina
- Julian Glover – Andris Davis
- Allan Corduner – Sebastian Brix
- Mark Strong – Eliot Kaplan